# Pietro D'Alì
Pietro D'Alì (Milán, 5 de julio de 1963) es un deportista italiano que compitió en vela en la clase 470.
Ganó una medalla de plata en el Campeonato Mundial de 470 de 1987 y una medalla de oro en el Campeonato Mundial de Vela en Alta Mar Mixto de 2021.

## Palmarés internacional
| Campeonato Mundial | Campeonato Mundial | Campeonato Mundial | Campeonato Mundial |
| Año                | Lugar              | Medalla            | Clase              |
| ------------------ | ------------------ | ------------------ | ------------------ |
| 1987               | Kiel (RFA)         | Medalla de plata   | 470                |

| Campeonato Mundial | Campeonato Mundial | Campeonato Mundial | Campeonato Mundial |
| Año                | Lugar              | Medalla            | Clase              |
| ------------------ | ------------------ | ------------------ | ------------------ |
| 2021               | Venecia (Italia)   | Medalla de oro     | Doble mixto        |